# I miti della guerra di Troia
I miti della guerra di Troia è un libro di Luciano De Crescenzo edito da Arnoldo Mondadori nel 1994 che raccoglie sei episodi riguardanti la caduta della città di Troia dopo il lungo assedio dei greci, tratti dai passi dell'Iliade. Al volume sono allegate due videocassette contenenti sei filmati nei quali lo stesso De Crescenzo illustra i punti salienti degli episodi trattati nel volume.

## Capitoli
- Il pomo della discordia
- Il giudizio di Paride
- Il processo di Elena
- Achille e Polissena
- Il cavallo di Troia
- Testore

## Edizioni
- Luciano De Crescenzo, I miti della guerra di Troia, Mondadori, 1994, ISBN 9788804359562.